# Іващенко Микола Іванович
Мико́ла Іва́нович Іва́щенко (нар. 16 грудня 1907, Одеса — 19 серпня 1981, Київ) — український артист балету. Заслужений артист УРСР (1949).

## Життєпис
Навчався у відомого хореографа Іллі Чистякова.
1927 — закінчив хореографічне відділення Одеського музично-драматичного технікуму (викладач В. І. Пресняков).
1926—1934 — артист Одеського театру опери та балету.
1934—1960 — артист Київського академічного театру опери та балету імені Тараса Шевченка.
Відомий також як віртуозний виконавець українських народних танців.

## Визнання
- 1935 — Лауреат Міжнародного фестивалю фольклорного танцю у Лондоні
- 1949 — Заслужений артист УРСР

## Партії
- Степан («Лілея» Данькевича)
- Зігфрід
- Дезіре
- Базиль
- Абдерахман
- Нуралі
- Лі Шанфу
- Йосип Прекрасний
- Вацлав
- Свирид
- Ферандо